# Бань (фамилия)

Иероглиф бань

Бань — китайская фамилия (клан). Современное значение иероглифа 班 — группа, бригада.

## Известные Бань
- Бань Бяо 班彪 (3 — 54), Бань Гу 班固 (32 — 92), Бань Чжао 班昭 (45 — 117) — составители «Ханьшу» (отец, сын, дочь).
- Бань Чао 班超 (32-102) — полководец и дипломат Древнего Китая эпохи Хань, сын Бань Бяо, составившего «Ханьшу».